# 阿马佩泰
阿马佩泰（Ammapettai），是印度泰米尔纳德邦Erode县的一个城镇。总人口8991（2001年）。

## 人口
该地2001年总人口8991人，其中男性4611人，女性4380人；0—6岁人口885人，其中男446人，女439人；识字率54.14%，其中男性为63.13%，女性为44.68%。